# Корд Толозан
Корд Толозан (фр. Cordes-Tolosannes) насеље је и општина у јужној Француској у региону Миди Пирене, у департману Тарн и Гарона која припада префектури Кастелсаразен.
По подацима из 2011. године у општини је живело 294 становника, а густина насељености је износила 18,64 становника/km². Општина се простире на површини од 15,77 km². Налази се на средњој надморској висини од 156 метара (максималној 164 m, а минималној 74 m).

## Демографија
| 1962. | 1968. | 1975. | 1982. | 1990. | 1999. | 2011. |
| ----- | ----- | ----- | ----- | ----- | ----- | ----- |
| 351   | 351   | 316   | 292   | 249   | 256   | 294   |

График промене броја становника у току последњих година